# Rugenio Josephia
Rugenio Josephia (Willemstad, 1º dicembre 1989) è un calciatore olandese  di Curaçao, portiere della Juventus Antriòl e della Selezione bonairiana.

## Carriera

### Club
Durante la sua carriera ha giocato nel campionato delle Antille Olandesi con la Juventus Antriòl e nella sesta serie olandese con il NOAD Tilburg.

### Nazionale
Ha giocato con la Nazionale di calcio di Curaçao e la selezione bonairiana.